# Passage Poncelet
Le passage Poncelet est une voie du 17e arrondissement de Paris, en France.

## Situation et accès
Le passage Poncelet est situé dans le 17e arrondissement de Paris. Il débute au 27, rue Poncelet et se termine au 12, rue Laugier.

## Origine du nom

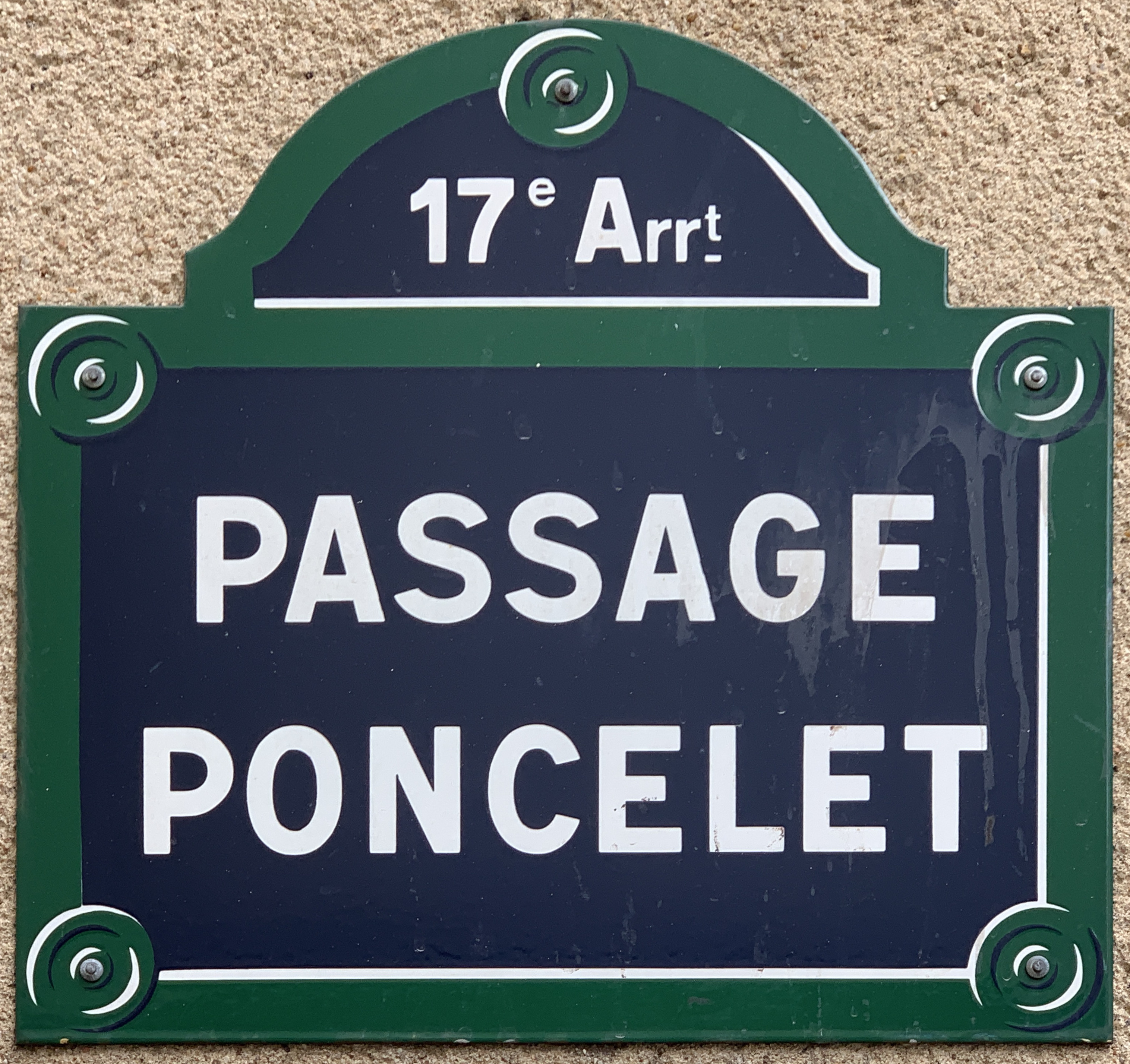
Plaque du passage.

Il porte le nom du militaire et mathématicien Jean-Victor Poncelet (1788-1867), en raison de sa proximité avec la rue éponyme.

## Historique
La partie en retour d'équerre sur la rue Poncelet a porté le nom de « cité Lamoureux ». 
Il est classé dans la voirie parisienne par un arrêté municipal du 28 mars 1994.